# Чжоучжи
Чжоучжи́ (кит. упр. 周至, пиньинь Zhōuzhì, до 1964 года писался как кит. упр. 盩厔县, пиньинь Zhōuzhì xiàn) — уезд города субпровинциального значения Сиань провинции Шэньси (КНР).

## История
Уезд Чжоучжи впервые появился во времена империи Хань в 104 году до н. э. В 27 году он был присоединён к уезду Угун (武功县).
При империи Западная Цзинь в 313 году уезд Чжоучжи был создан вновь. При империи Северная Вэй в 446 году уезд Угун был присоединён к уезду Чжоучжи, но в 487 году был воссоздан. При империи Северная Чжоу из уезда Чжоучжи были выделены уезды Цанчэн (仓城县) и Вэньтан (温汤县), но в 580 году они были вновь присоединены к уезду Чжоучжи.
При империи Тан в 619 году из уезда Чжоучжи был выделен уезд Чжуннань (终南县), но в 634 году он был вновь присоединён к уезду Чжоучжи. В 742 году уезд Чжоучжи был переименован в Ишоу (宜寿县), но в 757 году уезду было возвращено прежнее название.
При империи Сун в 1107 году был вновь создан уезд Чжуннань. После монгольского завоевания уезд Чжуннань в 1264 году был вновь присоединён к уезду Чжоучжи.
В 1950 году был образован Специальный район Сяньян (咸阳专区), и уезд вошёл в его состав. В 1952 году Специальный район Сяньян был расформирован, и уезд был передан в состав Специального района Баоцзи (宝鸡专区). В 1956 году Специальный район Баоцзи был расформирован, и уезд перешёл под непосредственное управление властей провинции Шэньси. В 1958 году к уезду Чжоучжи был присоединён уезд Мэйсянь (眉县). В декабре 1960 года уезд Чжоучжи был передан под юрисдикцию властей города Сяньян. В 1961 году был воссоздан Специальный район Сяньян, и уезд (из которого был вновь выделен уезд Мэйсянь) вернулся в его состав. В 1964 году написание названия уезда было изменено с 盩厔县 на 周至县. В 1969 году Специальный район Сяньян был переименован в Округ Сяньян (咸阳地区). В 1983 году уезд Чжоучжи был передан под юрисдикцию города Сиань.

## Административное деление
Уезд делится на 1 уличный комитет и 19 посёлков.

## Наука
В уезде расположен Центр по исследованию больших панд, обитающих в горах Циньлин. 